# عاشقان در پاراگوئه
عاشقان در پاراگوئه (انگلیسی: Lovers in Prague؛‏ کره‌ای: 프라하의 연인) یک مجموعه تلویزیونی محصول کره جنوبی در سال ۲۰۰۵ با بازی جون دو یون، کیم جو هیوک، کیم مین جون و یون سه آه است. این مجموعه از ۲۴ سپتامبر تا ۲۰ نوامبر ۲۰۰۵، روزهای شنبه و یکشنبه ساعت ۲۱:۴۵ (کی‌اس‌تی) از اس‌بی‌اس پخش شد.
این مجموعه دومین قسمت از سه‌گانهٔ عاشقان از نویسنده کیم اون سوک و کارگردان شین وو چول است. قسمت قبلی، عاشقان در پاریس (۲۰۰۴) بود و قسمت سوم و پایانی عاشقان (۲۰۰۶) نام داشت، برخلاف این دو قسمت در اروپا فیلم‌برداری نشد.